# Henryk IV (król Kastylii i Leónu)
Henryk IV Bezsilny (hiszp. Enrique IV el Impotente, ur. 25 stycznia 1424 w Valladolid, zm. 11 grudnia 1474 w Madrycie) – król Kastylii i Leónu w latach 1454–1474, antykról Aragonii 1462-1463 (w opozycji do Jana II).
Syn króla Jana II Kastylijskiego i jego pierwszej żony Marii Aragońskiej, przyrodni brat Izabeli Katolickiej.
Henryk już w okresie dzieciństwa był dzieckiem chorowitym, mało komunikatywnym i miewającym długie okresy melancholii.
W wieku 15 lat w 1440 r. ożenił się z Blanką z Nawarry, córką Jana II Aragońskiego, z którą jednak nie doczekał się potomstwa. W 1453 r. papież Mikołaj V anulował to małżeństwo, a Blanka została odesłana do Nawarry. Cała sprawa miała jednak posmak skandalu, bowiem okazało się, że przez 13 lat małżeństwa nie doszło między małżonkami do zbliżenia, a oficjalne badanie królowej stwierdziło jej dziewictwo. Jednocześnie indagowane w sprawie sprawności seksualnej króla prostytutki z Segowii potwierdziły pełną jego sprawność w tej mierze.
W 1455 r. ożenił się powtórnie, tym razem z Joanną Portugalską, córką króla Edwarda I Aviz. Ze związku tego urodziła się córka, Joanna la Beltraneja (nazwana la Beltraneja, gdyż podejrzewano, że była ona owocem związku królowej z królewskim doradcą i faworytem Beltranem de la Cueva).
Sprawa ojcostwa Joanny do dzisiaj budzi poważne wątpliwości, szczególnie w kontekście oskarżeń króla przez niektórych współczesnych mu notabli o homoseksualizm, co jednak mogło być jedynie oszczerstwem rzuconym przez jego wrogów. Faktem jest, że wyniki badań nad dokumentami z epoki wykazują podejrzenie występowania u króla akromegalii spowodowanej guzem przysadki, co miałoby być powodem jego niemocy seksualnej i zmian charakterologicznych. A przydomek króla można tłumaczyć zarówno jako Bezsilny lub Bezradny, ale również jako Impotent.
Pierwsze lata rządów Henryka stały pod znakiem dążenia do spełnienia 5 podstawowych punktów:
- pogodzenie się ze szlachtą i zasypanie przepaści, jaką jego ojciec wykopał między domem panującym a arystokracją
- konsolidacja i wzmocnienie gospodarki królestwa
- ustanowienie pokoju między zwaśnionymi królestwami, a szczególnie normalizacja stosunków z sąsiednimi królestwami chrześcijańskimi, jak Francja i Portugalia
- wznowienia wojny przeciwko muzułmanom z Grenady; w tym punkcie spotkał się z dużą opozycją wewnętrzną.

W marcu 1455 r. król zwołał Kortezy do Cuellar w Segowii, aby przedstawić swój nowy program polityczny. Na tym posiedzeniu zabłysła gwiazda Juana Pacheco, który jako królewski faworyt przejął faktyczny ster rządów i utworzył krąg wiernych sobie możnowładców, w tym swojego brata Pedro Giróna i hrabiów Plasencia i Alba.
W 1455 r. rozpoczęły się operacje wojskowe przeciwko emiratowi Grenady, które zaangażowały znaczne zasoby ludzkie i finansowe królestwa. Spotkały się one z dużą niechęcią wielmożów i wyższego duchowieństwa. Notable kastylijscy i arcybiskup Toledo Alfons Castillo oskarżyli króla o sprzeniewierzenie funduszy uzyskanych na ten cel podczas zgromadzenia w Cuellar.
W stanie kompletnej anarchii w 1464 r. w Ávila magnaci na czele z arcybiskupem Toledo Alfonsem Carrillo i znajdującym się w królewskiej niełasce markizem de Villena Juanem Pacheco zdetronizowali króla na rzecz jego przyrodniego brata, Alfonsa, który był powolny ich życzeniom i który został przez nich ogłoszony królem podczas ceremonii, która znana jest w hiszpańskiej literaturze historycznej jako „farsa z Ávila”. Jednocześnie odrzucili pretensje do tronu córki króla, Joanny, twierdząc, że jest ona owocem związku królowej Izabeli z nowym królewskim doradcą, Beltranem de Cueva. Potwierdzać to miały takie fakty, jak nie zajście w ciążę pierwszej żony Henryka IV – Blanki z Nawarry oraz dzieci z nieprawego łoża drugiej żony – Joanny Portugalskiej. Rozpoczęła się wojna domowa, lecz śmierć Alfonsa w 1468 r. pozbawiła magnatów odpowiedniego figuranta. Zwrócili się więc wtedy do siostry Alfonsa, Izabeli, którą uznali za królową w Sewilli. Henryk IV porozumiał się jednak potajemnie z przyrodnią siostrą i w traktacie zawartym w 1468 r., w los Toros de Guisando w zamian za uznanie jej za następczynię tronu uzyskał jej poparcie, przy czym porozumienie pomiędzy rodzeństwem zabraniało Izabeli zawarcia małżeństwa bez zgody brata. Jednak już w następnym roku, po dwuletnich staraniach o uzyskanie papieskiej dyspensy ze względu na bliskie pokrewieństwo, doszło do ślubu Izabeli z następcą tronu Aragonii, Ferdynandem, w tajemnicy przed królem.
Henryk IV na wieść o ślubie siostry uznał umowę za nieważną i ogłosił następczynią tronu Joannę La Beltraneja. Opozycja magnacka, obawiając się, że rządy Izabeli mogą oznaczać koniec samowoli możnych, poparła Henryka IV i jego córkę. W tej sytuacji śmierć króla w 1474 r. przyniosła wybuch kolejnej wojny domowej o sukcesję tronu kastylijskiego między zwalczającymi się stronnictwami.